# Celleporina mangnevillana
Celleporina mangnevillana är en mossdjursart som först beskrevs av Jean Vincent Félix Lamouroux 1816.  Celleporina mangnevillana ingår i släktet Celleporina och familjen Celleporidae. Inga underarter finns listade i Catalogue of Life.